# Jean Babou

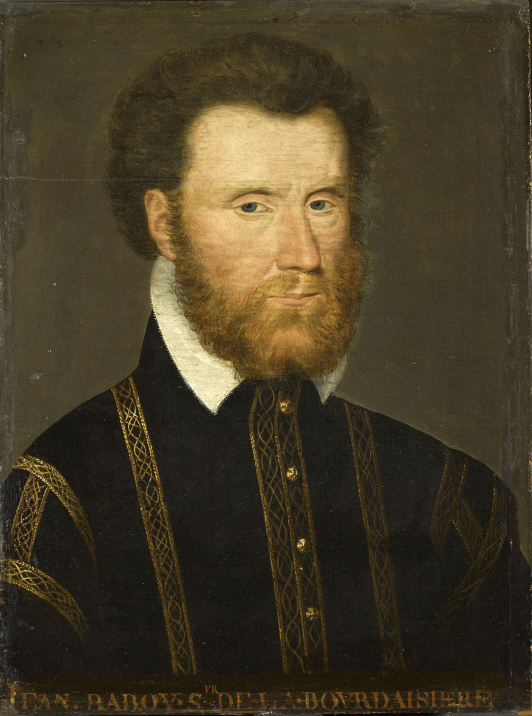
Jean Babou, anonym, 16. Jahrhundert, Musée du Louvre

Jean Babou (* 1511; † 11. November 1569) war ein französischer Militär, Grand Bailli de Touraine und Großmeister der Artillerie von Frankreich (1567).

## Leben
Jean Babou ist der Sohn von Philibert Babou, geboren um 1484 und im September 1557 im Alter von etwa 73 Jahren gestorben, Seigneur de La Bourdaisière, Bürgermeister von Tours (1521), und Marie Gaudin, geboren um 1495 und gestorben 1580, Dame de La Bourdaisière und von 1532 bis 1542 Ehrendame der Königin Eleonore von Kastilien (1498–1558).
Er war Seigneur de La Bourdaisière, Comte de Sagonne, Seigneur de Thuisseau, de Chissé, de Vouillon, de Pruniers, de Germigny et de Brain-sur-l’Authion. Ab 1528 war er Mundschenk des Königs Franz I. und der Margarete von Navarra. Im Jahr darauf wird er zum Gouverneur und Bailli von Gien ernannt, dann zum Maître de la Garde-Robe des Dauphin, dem zukünftigen Heinrich II. Er wurde Grand Bailli de Touraine bei der Einrichtung dieses Amtes, das er bis zu seinem Tod bekleidete. Er war auch Maître d’Hôtel Franz‘ I. und Gentilhomme ordinaire de la chambre Heinrichs II.
Er erweiterte seinen Besitz durch Zukäufe. Im Jahr 1542 erwarb er von Antoinette d’Amboise, Dame de Rochefoucauld Barbezieux, die Baronie Sagonne, im Jahr 1551 erwarb er von Marc de Beaufort, Graf von Alluye, die Herrschaft Jouy. Im Jahre 1564 kaufte er von Victor Bourgouin, dem Schatzmeister, Brain-sur-l’Authion im Anjou.
Am 26. November 1559 wurde er von König Franz II. mit der Leitung einer außerordentlichen Gesandtschaft nach Rom zu Papst Pius IV. betraut. Nach dem Tod des Königs (1560) zog er sich vom Hof zurück. Er wurde von Katharina von Medici zurückgerufen, die ihn mit der Betreuung des Herzog von Alençon beauftragt und gab ihm auch als Stellvertreter das Kommando über die Ordonnanzkompanie des Prinzen. 1562 wurde er zum Kapitän von Stadt und Schloss Amboise ernannt. 1566 wurde er in den Ordre de Saint-Michel aufgenommen.
1567 wurde er Gouverneur von Brest, zum Maître Général de l’artillerie en France ernannt und am 15. Mai 1568 in den Staatsrat berufen.
Er nahm am 3. Oktober 1569 im Dritten Hugenottenkrieg in der Schlacht bei Moncontour teil und ermöglichte den Sieg durch ein geschicktes Manöver seiner Artillerie. Er starb am 11. November 1569.

## Ehe und Nachkommen
Jean Babou heiratete am 5. Januar 1540 in Blois Françoise Robertet, Dame d’Alluye in der Provinz Perche-Gouët, geboren 1519, Tochter von Florimond I. Robertet. Sie war Ehrendame der Königinnen Katharina von Medici (1547–1575), Maria Stuart (1560) und Louise de Lorraine-Vaudémont mit einem Einkommen von 400 Livre tournois. Sie starb 1580. Ihre 15 Kinder sind:
- Georges Babou de La Bourdaisiére, * 1540, † 1607, Comte de Sagonne, Seigneur de La Bourdaisière etc., 1594 Staatsrat, 1603 Capitaine des Cent-Gentilshommes du Roi; ⚭ 1582 Madeleine du Bellay, Princesse d’Yvetot, Tochter von René II. du Bellay, Baron de Thouarcé, und Marie du Bellay-Langey, Princesse d’Yvetot
- Jean Babou de La Bourdaisière, * 1541, † 1589, Comte de Sagonne, Kapitän und Gouverneur von Brest; ⚭ 1579 Diane de La Marck, * 1544, † nach 1612, Tochter von Robert IV. de La Marck, Herzog von Bouillon, Marschall von Frankreich, und Françoise de Brézé, Gräfin von Maulévrier (Tochter von Louis de Brézé und Diane de Poitiers), Witwe von Jacques de Clèves, duc de Nevers, Pair de France, und Henri de Clermont, Comte de Tonnerre
- Françoise Babou de La Bourdaisière, * um 1542, † 1592; ⚭ 1559 Antoine IV. d’Estrées, Marquis de Cœuvres, * um 1529, † 1609, Großmeister der Artillerie von Frankreich
- Marie Babou de La Bourdaisière, * um 1544, † 1582; ⚭ 1560 Claude II. de Beauvilliers, Comte de Saint-Aignan, * 1542, † 1583, Gouverneur et Lieutenant-général de Berry, Anjou et de Bourges
- Philibert Babou de La Bourdaisière, * um 1545, † nach 1570, Abt von Le Jard
- Fabrice Babou de La Bourdaisière, dit Chevalier de La Bourdaisière, * um 1547, † nach 1570
- Madeleine Babou de La Bourdaisiére, * um 1548, † 1577, 1574 Äbtissin von Beaumont-lès-Tours
- Isabeau Babou de La Bourdaisiére, * um 1551, † 1625, Dame d’Alluyes, vermutlich Mätresse von Philippe Hurault de Cheverny, Kanzler von Frankreich; ⚭ 1572 François d’Escoubleau, † 1602, Marquis d’Alluyes et de Sourdis, Gouverneur von Chartres
- Anne Babou de La Bourdaisière, * 1552, † 1613, 1582 Äbtissin von Beaumont-lès-Tours
- Michelle Babou de La Bourdaisière, * 1553, † 1584, Äbtissin von Le Perray
- Jean Babou de La Bourdaisière, * 1554, † jung
- Claude Babou de La Bourdaisière, * 1555, † jung
- Antoinette Babou de La Bourdaisière, * um 1560; ⚭ um 1580 Jean de Plantadis, Maître des requêtes und Chef du Conseil de la Reine Louise de Lorraine-Vaudémont
- Madeleine Babou de La Bourdaisière, * um 1561, † nach 1605; ⚭ (1) 1580 Honorat Ysoré, Baron d’Airvault, *1561, † 1586, Lieutenant-général et Gouverneur de Blaye et en Aunis; ⚭ (2) Moïse de Billon, Seigneur de La Touche d’Aizé in Courléon
- Diane Babou de La Bourdaisière, * 1563, † um 1633; ⚭ (1) Charles Turpin de Crissé, Seigneur de Monthoiron; ⚭ (2) Pierre de Bompart, Seigneur d’Antibes